# Dasineura subinermis
Dasineura subinermis är en tvåvingeart som först beskrevs av Jean-Jacques Kieffer och Herbst 1911.  Dasineura subinermis ingår i släktet Dasineura och familjen gallmyggor. Inga underarter finns listade i Catalogue of Life.